# Tomasz Mościcki (aktor)

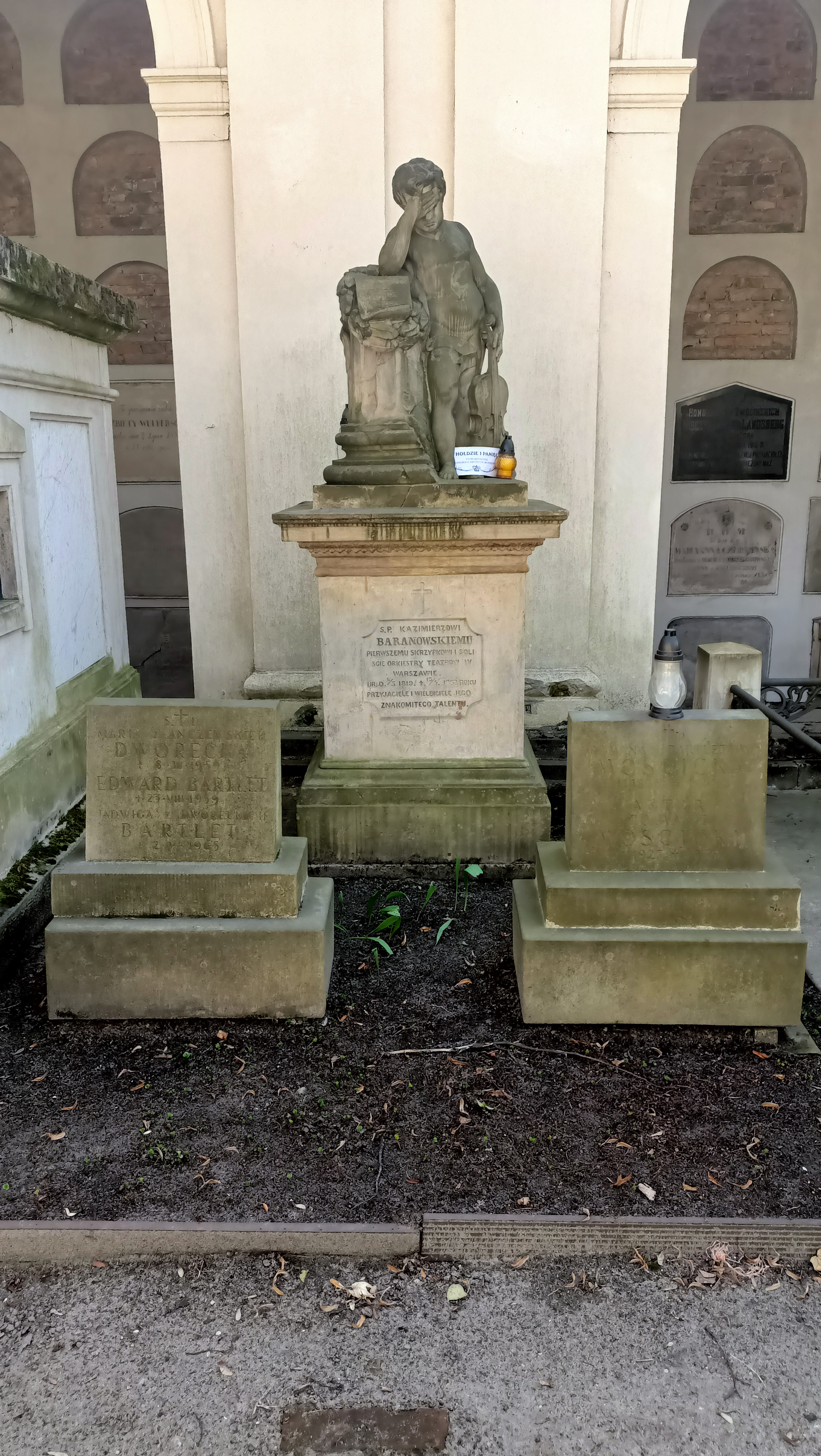
Grób Tomasza Mościckigo na cmentarzu Powązkowskim w Warszawie

Tomasz Mościcki (ur. 14 kwietnia 1927 w Borysławiu, zm. 20 października 1975 w Warszawie) – polski aktor, powstaniec warszawski, więzień Gross-Rosen i Mauthausen.

## Biografia
Tomasz Mościcki urodził się w Borysławiu 14 kwietnia 1927 roku. Był synem Kazimierza Mościckiego i Romany de domo Bartlet. Podczas II wojny światowej, od 1942 roku był zatrudniony w warszawskiej gazowni. Wziął udział w powstaniu warszawskim. Był więziony przez Niemców w obozach koncentracyjnych, najpierw w Gross-Rosen, następnie w Mauthausen. Po wojnie zamieszkał w Elblągu. W latach 1949–1952 studiował na Wydziale Aktorskim Akademii Teatralnej im. Aleksandra Zelwerowicza w Warszawie.
Występował w teatrach: Teatr Ziemi Opolskiej (1952–1954), Teatr Ziemi Mazowieckiej w Warszawie (1956–1975). Występował też jako aktor głosowy w Teatrze Polskiego Radia. W 1966 roku otrzymał Odznakę „Zasłużony Działacz Kultury”. W 1970 wystąpił w spektaklu telewizyjnym Umarli ze Spoon River. W 1976 wystąpił w ekranizacji Smugi cienia Josepha Conrada, wyreżyserowanej przez Andrzeja Wajdę (aktor nie dożył premiery filmu).
Zmarł w Warszawie 20 października 1975 roku. Został pochowany na Starych Powązkach.

## Filmografia
- 1976 – Smuga cienia (reż. Andrzej Wajda)[3]